# Systemarchetyp
Systemarchetyp ist ein vom US-Amerikaner Peter M. Senge kreierter Begriff zur systemischen Beschreibung und Darstellung von generischen Strukturen häufig beobachtbarer Verhaltensmuster von Menschen. Als derart veranschaulichte Muster sollen sie die jeweils zugrunde liegende Dynamik allgemein verständlich und über den Lerneffekt mögliche Folgen bestimmter Handlungen vorhersagbar machen. Insbesondere soll die Eigendynamik der Verhaltensmuster nachvollziehbar werden, um unerwünschte, bzw. unbeabsichtigte Auswirkungen des eigenen Handelns vermeiden zu können.
Die Systemarchetypen sind als leicht verständliche Modelle zur Systemanalyse konzipiert. Auch wenn es Senge vordergründig um die Anwendung auf der Ebene von Management und partizipativer Unternehmensgestaltung geht, so zeigt die populärwissenschaftliche Literatur (z. B. O’Connor/McDermott) an zahlreichen Beispielen die Übertragbarkeit der Systemarchetypen auf alltägliche Interaktionsphänomene im unterschiedlichen Kontext.

## Begriffliche Herleitung/Intention
In der Literatur wird nicht deutlich, ob Senge bei der Verwendung des Begriffes Archetyp vom ursprünglichen philosophischen Sinne oder von der tiefenpsychologischen Bedeutung inspiriert wurde. Da es ihm aber um die Bereitstellung einfacher Hilfsmittel geht, mit denen wir uns bisher nicht bewusste Verhaltensmuster bewusst machen können, ist eine gewisse Anlehnung an den psychologischen Begriff naheliegend. Deutlicher Unterschied: Senge geht es nicht um die Ergründung komplexer seelischer Tiefenstrukturen, sondern um eine Bewusstseinsarbeit über unsere mentalen Modelle.
Insofern fallen die Arbeiten Senges in das Gebiet der Systemischen Beratung, mit dem Ziel, bestehende Glaubenssätze, Erwartungen und Wertvorstellungen zu hinterfragen. Da unsere Urteilsbildungen meist auf einer selektiven Wahrnehmung beruhen, sind sie oft von Verzerrungen und Verallgemeinerungen geprägt: passende Ansichten werden verstärkt, unpassende abgeschwächt (Kognitive Dissonanz); Gewöhnung und Zeitdruck führen zu Pauschalisierungen („Das war schon immer so!“ … „Das machen doch alle so!“). Systemarchetypen sollen helfen, diese Muster zu überwinden, indem einfache und wirksame Hebel zur Lösung gefunden werden.

## Grundstruktur
Alle bisher entwickelten Systemarchetypen basieren auf verschiedenen Kombinationen der beiden elementaren Rückkopplungskreisläufe aus der Systemtheorie; Senge nennt sie verstärkende (reinforcing) und balancierende (balancing) Rückkopplung. Ständige Hilfsmittel zum Verständnis der Kreisläufe sind die Veranschaulichung von Zeitverzögerungen und beeinflussenden limitierenden Faktoren.

## Typologie
Die folgenden zehn Systemarchetypen sind die am besten dokumentierten generischen Strukturen. Bevor eine bestimmte schwierige Situation mithilfe dieser Analysetechnik bearbeitet werden kann, muss das entsprechend wirksame Muster identifiziert werden. Das folgende Flussdiagramm soll helfen, sie zu finden. Die aufgezeigten Verknüpfungen sind als Wegweiser gedacht; möglicherweise bestehen noch weitere subtile Verknüpfungen in der zu analysierenden Situation. Dies ist systemtheoretisch immer möglich. Sie werden aus Gründen der Übersicht hier nicht eingezeichnet.

### Zeitverzögerte Balance
(orig.: Balancing process with delay), weitere Übersetzungen: Gleichgewichtsprozess mit Zeitverzögerung
Struktur:
Hier handelt es sich um eine balancierende Rückkoppelung, wobei ein angestrebter Zustand (Pegel) erst mit zeitlicher Verzögerung erreicht wird, vergleichbar mit einer Amortisierungsphase. Die Graphik zeigt einen solchen Regelkreis, und was passiert, wenn die Verzögerung nicht beachtet wird.
Dynamik:
Oft fragen wir uns: "Warum passiert hier nichts, obwohl ich das augenscheinlich Richtige mache?". Die Dauer einer zeitlichen Verzögerung wird dann als störend empfunden; der ausbleibende angestrebte Zustand wird als nicht ausreichende Eigenaktion gedeutet. Das kann dazu führen, dass die Aktion unnötigerweise verstärkt wird und letztendlich über das Ziel hinausschießt, wodurch eine ungewollte verstärkende Rückkopplung entsteht (Overshoot).
Beispiele:
- Um die steigende Nachfrage nach einem Produkt zu befriedigen, werden die Produktionskapazitäten erhöht. Wenn die erhöhte Produktion nach einiger Zeit angelaufen ist, ist die Nachfrage schon wieder gesunken und es entsteht ein Überangebot.
- Eine Dusche benötigt etwas Zeit, bis das Wasser heiß ist. Der Heißwasserhahn wird immer weiter aufgedreht, weil das Wasser am Anfang kalt ist. Schließlich kommt kochend heißes Wasser aus der Dusche.

Lösung:
Die Dauer der Verzögerung kann durch das Verständnis der beeinflussenden Faktoren besser eingeschätzt werden (laufende Marktinformationen, technische Zusammenhänge). Dies wiederum ermöglicht ein vorsichtigeres Dosieren eigener (Re-)Aktionen.

### Eskalation
(orig.: Escalation)
Struktur:
Dieses Muster entsteht durch eine unheilvolle Verknüpfung zweier an sich balancierender Rückkopplungen. In ihrer Gesamtwirkung wachsen sie zu einer verstärkenden Rückkopplung zusammen, weil die Gesamtbalance permanent gestört ist. Dies erinnert an die verzweifelte Aussage: "Erst wenn die anderen aufhören, kann ich auch aufhören!"
Die Graphik zeigt aus der Perspektive von A (im Uhrzeigersinn), dass sein Erfolg sofort das Handeln von B verstärkt, wodurch der relative Erfolg von A wiederum postwendend gesenkt wird; aus der Perspektive von B eine Wiederherstellung der Balance (grüner Pfeil oben rechts). Durch die vorgeschaltete Bewertung des relativen Erfolges wird die interne balancierende Rückkopplung auf A's eigenes Handeln (grüner Pfeil unten links) in eine verstärkende Rückkopplung umgewandelt, wodurch auch B's Handeln eskaliert (rote Pfeile unten). Das Gesamtmuster kann als (theoretische) Endlosschleife einer liegenden Acht (∞) gelesen werden.
Dynamik:
Bei der Eskalation streben zwei Konkurrenten aus rein subjektiver Sicht danach, eine dominantere Position als der andere zu erreichen. Die Einschätzung, dass eine (Re-)Aktion des anderen zu dessen Vorsprung geführt hat, wird als bedrohlich für die Balance empfunden. Die eigene (Re-)Aktion zielt somit auf eine scheinbare Wiederherstellung der Balance, was von der anderen Seite wiederum als provokative Störung empfunden wird.
Die isolierte, rein subjektive Perspektive beider Seiten verhindert ein tatsächliches Gleichgewicht, bzw. die Wahrnehmung eines solchen. Bleibt das Muster ungelöst (s. Lösung), reißt es schließlich durch Gewalt oder durch das Ausbleiben limitierender Ressourcen ab ("Ich gebe nicht zuerst nach!", "Es ist zu spät, um aufzuhören!").
Beispiele:
- Ein Preiskampf zwischen Unternehmen, der dazu führt, dass die Konkurrenten ihre Preise immer weiter senken und so ihre Gewinne reduzieren.
- Ein Wettrüsten, das immer mehr Ressourcen der Beteiligten verschlingt.

Lösung:
Die Eskalation kann nur dann vorzeitig beendet werden, wenn beide Seiten eine  neutrale Perspektive einnehmen und sich auf eine gemeinsame zukunftsfähige Strategie einigen. Subjektive Einschätzungen einer Dysbalance können dadurch überwunden werden.

### Erfolg den Erfolgreichen
(orig.: Success to the successful)
Struktur:
Hierbei handelt es sich um die Kombination zweier Kreisläufe, die sich alleine selbst balancieren können. Erst durch ihre Verknüpfung entsteht das Muster einer verstärkenden Rückkopplung in beiden Kreisläufen, aber mit jeweils umgekehrtem Vorzeichen. Dieser konträre Verlauf resultiert aus einem prädeterminierten Ungleichgewicht der Startbedingungen; die Verknüpfungsstelle ist ein von außen einseitig gelenkter limitierender Faktor. Aus anderer Perspektive könnte dieses Muster also ebenso Misserfolg den Erfolglosen heißen.
Die Graphik zeigt, wie A durch Bevorzugung "von selbst" immer erfolgreicher wird (grüne Pfeile); gleichzeitig wird B immer erfolgloser. Insgesamt verstärken sich gegenseitiger Erfolg und Misserfolg (rote Pfeile).
Dynamik:
Hierbei konkurrieren zwei Wettbewerber um begrenzte Unterstützung oder Ressourcen. Wenn einer der beiden mehr der limitierten Unterstützung/Ressourcen erhält, kann er einen Vorsprung entwickeln, der ihm scheinbar nicht mehr zu nehmen ist. Das führt dazu, dass der zweite weniger Unterstützung/Ressourcen erhält (siehe Nullsummenspiel). Durch das Mehr an Ressourcen wird der erste Wettbewerber noch erfolgreicher und erhält noch mehr Ressourcen, während der zweite noch weniger erhält. So wird der zuerst Bevorzugte immer erfolgreicher. In der Psychologie wird in diesem Zusammenhang oft von einer "sich selbst erfüllenden Prophezeiung" gesprochen, sobald die Betreffenden dieses Systemmuster auf ihre eigenen Qualitäten zurückführen.
Beispiele:
- Zwei Produkte einer Firma konkurrieren um Finanz- und Managementressourcen. Ein Produkt erweist sich sofort als Renner und zieht so weitere Ressourcen an.
- Schüler, die von Beginn an aktiver sind, erhalten von Lehrern mehr Aufmerksamkeit als  stillere Schüler.
- Staatliche Schulen in England erhalten nach der Höhe der Schülerzahlen Gelder von den Kommunen. Eine Schule, die höhere Schülerzahlen hat, bekommt mehr Geld und kann so ein besseres Lernumfeld bieten. Dadurch melden sich dort mehr Schüler an und die Schule erhält noch mehr Geld.

Lösung:
Eine Auflösung dieses einseitig tragischen Musters kann entweder auf der Makroebene durch eine faire Regelung des limitierenden Faktors erreicht werden, oder durch Mobilisierung eigener Ressourcen auf der benachteiligten Seite, wie Kreativität und Empowerment.

### Grenzen des Wachstums
(orig.: Limits to growth)
Struktur: Bei diesem klassischen Systemarchetyp wird ein sich verstärkender Kreislauf zeitverzögert mit Sicherheit an einen balancierenden Kreislauf gekoppelt. Erst dann ist das Muster als solches wirksam. Verantwortlich für die Zeitverzögerung sind limitierende Ressourcen, die stetig abnehmende Zuwachsraten erzeugen (Logistisches Wachstum).
In der Graphik ist die zeitlich verzögerte Mitkopplung der limitierenden Ressource durch den roten Pfeil veranschaulicht.
Dynamik: Der sich verstärkende Kreislauf wird solange sukzessive genährt, bis ein mitgekoppelter limitierender Faktor (=genutzte Ressource) einen balancierenden Kreislauf hinzufügt. Solange also die entsprechende Ressource nicht aufgebraucht ist, bleibt der balancierende Kreislauf offen (= entkoppelt) und damit unwirksam. Sobald jedoch die Nutzungsgrenze erreicht wird, kann der andere Kreislauf nicht mehr verstärkt werden; jeder weitere Energieeinsatz verpufft, so als würden Gaspedal und Bremse zugleich betätigt ("Ich habe das Gefühl, auf der Stelle zu treten!").
Beispiele:
- Das Wirtschaftswachstum eines Landes nimmt so lange zu, bis mindestens eine der dafür benötigten Ressourcen nicht mehr im gleichen Tempo regeneriert werden kann. Limitierende Ressourcen begrenzen das Wachstum. Quantitativ lässt sich dies durch langfristig abnehmende Zuwachsraten darstellen.
- Ein Schüler macht mit einer bestimmten Lernmethode beständig Fortschritte, bis die zusätzlichen Erfolge (= Lernzuwachsraten) messbar abnehmen. Die limitierende Ressource ist in diesem Fall das in einem bestimmten Zeitraum erreichbare Lernpensum. Über den Quotienten aus Lernpensum pro Zeitspanne lassen sich abnehmende Zuwachsraten nachweisen; mehr kann der Schüler in diesem Zeitraum mit dieser Methode nicht lernen.

Lösung: Vorausschauendes Haushalten mit limitierten Ressourcen, also eine Effizienzstrategie, ist nur eine Scheinlösung, denn mit der Zeit sind auch diese verbraucht, wenn deren Regenerationszeiten missachtet werden. Eine effektivere Lösung ist das Einbeziehen oder Umsteigen auf erneuerbare Ressourcen mit einer gleichzeitigen Langzeitstrategie, die ein Pendeln um den optimalen Sättigungsgrad ermöglicht. Für den Schüler bedeutet dies, nicht nur einmal und intensiv, sondern mehrmals und extensiv zu lernen, um konstante Zuwachsraten zu erhalten.

### Problemverschiebung
(orig.: Shifting the Burden)
Struktur: Hierbei wird zunächst ein kurzfristig balancierender mit einem langfristig balancierenden Kreislauf kombiniert. Im Laufe der Dynamik wandelt sich diese Struktur; der langfristig balancierende Kreislauf wird überbrückt, es kommt zu einer Kombination aus einem kurzfristig balancierenden und einem sich verstärkenden Kreislauf.
Dynamik: Wird die eigentliche Ursache eines Problems nicht erkannt oder ausgeblendet, kommt es zur Anwendung kurzfristig wirksamer (=symptomatischer) Lösungen. Durch andauernde Bevorzugung dieses kurzfristig balancierenden Kreislaufs wird der Weg zu einer langfristig effektiven Lösung überbrückt. Durch sich kumulierende Nebenwirkungen auf diesem Seitenpfad entsteht ein neues Problem, wobei das ursprüngliche Problem immer mehr an Bedeutung verliert; es entsteht eine Problemverschiebung. Dabei kommt es zum oben erwähnten Strukturwandel; der kurzfristig balancierende Kreislauf ist nun mit einem sich verstärkenden gekoppelt, der das neue Problem dominieren lässt.
Diese Eigendynamik spiegelt die Entstehung und Aufrechterhaltung einer Sucht wider. Das ungelöste ursprüngliche Problem wird unentwegt symptomatisch behandelt, bis es schließlich an Bedeutung verliert; nun ist die Sucht als sich verstärkende Rückkopplung das dominierende Problem.
Beispiel:
- Einer Schülerin gelingt es nicht, Lernstress durch Entspannungstechniken abzubauen. Um sich kurzfristig zu beruhigen, beginnt sie mit dem Rauchen (= symptomatische Lösung). Mit der Zeit erreicht sie ihre Belastungsgrenze immer früher, und raucht deshalb immer öfter (= Verstärkung). Durch das neue Problem 'Nikotinabhängigkeit' verliert sie sukzessive ihre natürliche Entspannungsfähigkeit.

Lösung: Durch bewusste regelmäßige Selbstbeobachtung lassen sich kurzfristige Handlungen als symptomatische Scheinlösungen entlarven. Hintergrundinformationen und ein geübtes Zeitmanagement ermöglichen Strategien und Freiräume für ein Aufspüren einer langfristig effektiven Lösung.

### Scheiternde Korrekturen
(orig.: Fixes that fail), weitere Übersetzungen: Fehlkorrekturen
Struktur: Hier wird aus einem kurzfristig balancierenden Kreislauf zeitverzögert ein sich verstärkender Kreislauf. Dieser Wandel entsteht durch unerwartete Konsequenzen, die bei einer ungeeigneten Problemlösungsstrategie nach einer Weile auftreten.
Dynamik: Ähnlich wie bei der Problemverschiebung kommt es zur Anwendung einer Scheinlösung (=kurzfristig balancierender Kreislauf). Allerdings bleibt bei diesem Muster der Fokus auf das zu lösende Problem gerichtet. Und statt ein anderes Problem zu erzeugen, führt das Ausbleiben der effektiven Problemlösung zeitverzögert zu einer unerwarteten Verschlimmerung des bestehenden Problems. Erst dieser Wandel zu einem sich verstärkenden Kreislauf offenbart das bisherige Eingreifen als "scheiternde Korrekturen".
Beispiel:
- Ein leitungsbedingter, gelegentlich auftretender elektrischer Kurzschluss wird von einem Laien nicht als solcher erkannt. Die ersten Male setzt er dieselbe Sicherung wieder ein. Als sich die Ausfallintervalle verkürzen, wird eine stärkere Sicherung eingesetzt. Zeitverzögert kommt es zu einer Überhitzung der Leitung, da sie nicht für die nun zugelassene Stromstärke ausgelegt ist. Die sich verstärkende Rückkopplung kann sich jetzt in Form eines gefährlichen Kabelbrandes äußern.

Lösung: Dieses Muster kann nur durch eine gründliche Fehlersuche vermieden werden. Unveränderte Probleme nach wiederholten Eingriffen sind ein Indiz für eine Scheinlösung.

### Abrutschende Ziele
(orig.: Eroding Goals), weitere Übersetzungen: Erodierende/Abdriftende Ziele, Zielaufweichung
Struktur: Hier sind zwei balancierende Kreisläufe über einen Soll-Ist-Vergleich miteinander gekoppelt; der eine ist handlungsgeregelt, der andere erwartungsgeregelt. Verglichen werden also Handlungsergebnisse und Zielsetzungen.
Dynamik: Ein angestrebtes Ziel (= Erwartung) führt zunächst zu entsprechenden Handlungen. Gleichzeitig besteht ein latenter Druck, das Ziel zu erreichen. Führen die Handlungen nicht in angemessener Zeit zum Erfolg, erhöht sich der Druck (roter Pfeil). Nun können äußere oder innere Umstände dazu führen, das Ziel entweder zu senken oder umzudefinieren, was in der Praxis aufs Gleiche hinausläuft; das Ziel rutscht ab. Solange die Möglichkeit besteht, werden lieber Zielmarken gesenkt als Anstrengungen gesteigert, das Ziel doch noch zu erreichen.
Beispiele:
- Um ein potenziell giftiges, aber mit hohem Kapitalaufwand hergestelltes Produkt rentabel auf den Markt zu bringen, werden die Grenzwerte gesenkt, ab denen es als bedenklich gilt (statt von vornherein auf Giftstoffe zu verzichten).
- Um schuldenabhängige Kriterien zu erfüllen, definiert ein Staat seine Schulden um, indem er den bedenklichen Teil davon aus der Berechnung auslagert. Die Umdefinierung führte also zu einer Senkung.

Lösung: Es kann gute Gründe für das Absenken von Zielen geben, etwa wenn sie aus Erfahrungsmangel unrealistisch waren. Wird ein Ziel aber bewusst gesenkt oder umdefiniert, obwohl es erreichbar wäre, müssen die Strukturen kritisiert werden, die den Druck in diese Richtung erzeugt haben.

### Ungewollte Gegnerschaft
(orig.: Accidental Adversaries)
Struktur: Dieses Muster besteht aus drei verstärkenden und zwei balancierenden Kreisläufen. Es veranschaulicht die scheinbar paradoxe Problematik der gegenseitigen Hemmung bei zu enger Kooperation.
Dynamik: Der umfassende 'globale' Kreislauf stellt die gegenseitige Kooperation von A und B dar, die kleinen 'lokalen' Kreisläufe die jeweils selbstbezüglichen Erfolgssteigerungen (schwarze Pfeile). Die enge Kooperation führt aber durch die Kollision mit den eigenen Zielen zu einer ungewollten gegenseitigen Hemmung (rote Pfeile).
Beispiel: Zwei branchengleiche Unternehmen beschließen eine partnerschaftliche Zusammenarbeit, um gemeinsam erfolgreich agieren zu können. Liegen sie, bezogen auf den Markt, räumlich zu dicht aneinander, wird die Abhängigkeit von gemeinsamen Ressourcen (Kunden, Materialien …) dazu führen, dass eigene erfolgsfördernde Aktivitäten den Erfolg des Partners wiederum hemmen. Aus der Partnerschaft wird eine 'ungewollte Gegnerschaft'.
Lösung: Eine kooperative Erfolgsstrategie branchengleicher Unternehmen ist nur möglich, wenn Grundsätze der Marktbeobachtung erfüllt werden. Entweder sollten sie räumlich weiter auseinander gelegt werden, oder die ähnlichen Produkte werden mit unterschiedlichen Ressourcen, bzw. für unterschiedliche Kundenkreise gefertigt.

### Tragödie der Allmende
(orig.: Tragedy of the Commons), weitere Übersetzungen Tragödie der Gemeingüter, Tragik der Allmende
Eine Allmende ist jener Teil des Gemeindevermögens, das von allen Gemeindemitgliedern genutzt werden kann, wie Grünflächen, Wälder oder Seen. Der Sonderfall einer unregulierten Nutzung wird volkswirtschaftlich als Tragik der Allmende bezeichnet, weil sie dann stärker genutzt werden kann, als dies ökonomisch 'sinnvoll' erscheint. Gleichzeitig kann die ökologische Tragfähigkeit überansprucht werden. Der Systemarchetyp will die Rückkopplungsprozesse dieses Sonderfalles verdeutlichen.
Struktur: Hier handelt es sich um zwei zunächst voneinander unabhängige verstärkende Kreisläufe, die im Falle der gleichzeitigen Nutzung einer limitierenden Ressource miteinander gekoppelt und in balancierende Kreisläufe überführt werden. Die in der Graphik dargestellten Nutzer A und B sind in ihrer Mengengröße variabel definierbar, aber für sich genommen immer unterhalb der kritischen Größe.
Dynamik: Die Rückkopplungsdynamik hat große Ähnlichkeit mit den 'Grenzen des Wachstums' (s.o.).  Deutliche Unterschiede bestehen aber in der Intensität und Wiederholbarkeit des Musters, bezogen auf die gleiche Situation. Während bei den 'Grenzen des Wachstums' eine limitierende Ressource kontinuierlich ausgebeutet wird, bis sie langfristig nicht mehr verfügbar ist, wird bei der Allmende-Problematik die limitierende Ressource nur rhythmisch ausgebeutet, wodurch sie immer nur kurzzeitig nicht verfügbar ist. Außerdem können die 'Grenzen des Wachstums' von Einzelnen erreicht werden, während die Allmende-Problematik nur bei überkritischer Nutzermenge auftritt.
Beispiel:
- Einige Menschen gehen unabhängig vom Wetter regelmäßig in ihrem kleinen Lieblingssee baden. Solange nur wenige den gleichen See  teilen, haben alle einen Nutzen davon (Erholung, Ruhe, ...). An schönen Sommertagen kommt es nun zu rhythmischen, kurzzeitigen Überfüllungen. Dabei nimmt der Nutzen für alle rapide ab; aus Erholung und Ruhe werden Anspannung und Lärm. Zudem könnte bei entsprechender Verschmutzung auf Dauer die ökologische Tragfähigkeit (Selbstreinigungskraft) des Sees überschritten werden. Sobald die kritische Nutzermenge unterschritten wird, nimmt der Nutzen für die einzelnen wieder zu. Auch der See kann sich wieder regenerieren.

Lösung: Allmendegüter erhalten ihren kooperativen Nutzen für die Gemeinschaft durch angepasste Nutzungsvereinbarungen oder Regulierungen; je nachdem, wer die Allmende zur Verfügung stellt.

### Wachstum und Unterinvestition
(orig.: Growth and Underinvestment)
Struktur: Dieser Systemarchetyp besteht aus der Reihenkopplung eines verstärkenden Kreislaufs mit zwei balancierenden Kreisläufen. Er zeigt die Verknüpfung zweier oben dargestellter Muster: Die Grenzen des Wachstums und die Abrutschenden Ziele. Im hier dargestellten Gesamtmuster ist die dynamische Lösung des Problems bereits integriert (rechter Kreislauf). Darum wird hier zuerst die Lösung beschrieben, und dann mit einem Beispiel veranschaulicht.
Dynamik: Die beiden linken Kreisläufe zeigen, wie die beschränkte Nutzung gewohnter Ressourcen auf Dauer die eigene Leistungsfähigkeit begrenzen (roter Pfeil unten). Am dritten Kreislauf ganz rechts ist zu erkennen, dass dies gleichzeitig zur Senkung möglicher Leistungsziele führt (roter Pfeil oben). Soweit das Problem von Wachstum und Unterinvestition.
Beispiel:
- Ein Unternehmen, das sich auf die jahrelange Nutzung gewohnter Ressourcen verlässt, stößt irgendwann auf eine Leistungsgrenze. Diese Sicht führt gleichzeitig zur Senkung höher gesteckter Ziele. Die Leistungsfähigkeit kann aber durch Investition in neue Ressourcen wirksam erhöht werden. Diese Investition muss aber so rechtzeitig erfolgen, dass die neu erschlossenen Ressourcen nach einer Weile zu gewohnten, d. h. verlässlichen Ressourcen werden.

Lösung: Wird die eigene Leistung nun mit einem äußeren höheren Leistungsstandard verglichen, entsteht ein Druck, in neue Ressourcen zu investieren, um die Leistungsfähigkeit zu erhöhen (grüner Pfeil oben). Geschieht diese Investition rechtzeitig, können die neuen Ressourcen mit der Zeit wiederum zu gewohnten Ressourcen werden, entsteht eine dynamisch geregelte Erhöhung der eigenen Leistungsfähigkeit (grüner Pfeil unten).